# Dicranomyia kalki
Dicranomyia kalki är en tvåvingeart som först beskrevs av Alexander 1966.  Dicranomyia kalki ingår i släktet Dicranomyia och familjen småharkrankar. Inga underarter finns listade i Catalogue of Life.